# Immer nur Du
Immer nur Du ist ein Liebes- und Musikfilm des Regisseurs Karl Anton, der auch am Drehbuch mitwirkte, aus dem Jahr 1941. In den Hauptrollen verkörpern Johannes Heesters und Dora Komar die beiden in Konkurrenz zueinander stehenden Bühnenkünstler Loni Carell und Will Hollers.

## Handlung
Die Bühnensängerin Loni Carell steht zum ersten Mal gemeinsam mit dem Filmtenor Will Hollers auf der Bühne. Beide sind erfolgreiche Künstler, auch hegen sie eine gewisse Sympathie füreinander. Jedoch sind beide Konkurrenten, denn jeder wirbt für sich alleine um die Gunst des Publikums. So kam es in der Vergangenheit zwangsläufig immer wieder zu Streitereien und Eifersuchtsszenen zwischen den beiden.
In die gleiche Richtung geht die Konkurrenz der Manager der beiden, Seppl Zeisig und Isolde Brummel: Jeder von ihnen versucht für seinen Schützling das Beste herauszuholen, bis den beiden Managern eine Idee in den Sinn kommt: Loni und Will könnten doch heiraten, dann wäre der Zwist zwischen allen Beteiligten für immer beendet und alle würden am selben Strang ziehen. Wills Manager Zeisig geht sogar noch einen Schritt weiter und behauptet einfach gegenüber Will, dass Loni ihre Karriere aufgeben würde, wenn sie nur Wills Frau werden könnte. Doch dieser Lüge sitzt Will nicht sehr lange auf. Als sich herausstellt, dass sein Manager die Unwahrheit gesagt hat, kommt es zu einem sehr großen Streit, der am Ende jedoch gut ausgeht. Für Loni war es ihr letzter Bühnenauftritt, denn sie hat sich für die Liebe entschieden.

## Erscheinungstermine und abweichende Filmtitel
Neben der Schreibweise Immer nur Du wurde der Film abweichend auch als Immer nur... Du! und Immer nur – Du! im deutschen Sprachraum gezeigt. Der Film wurde am 22. August 1941 in Dresden uraufgeführt. Weitere Erscheinungstermine (im Ausland) waren der 13. November 1941 in Dänemark, der 21. November 1941 in Amsterdam, der 22. Februar 1942 in Finnland (dort unter dem Titel Aina vain sinä), der 28. März 1942 in Schweden (dort unter dem Titel Kärleksduellen), der 28. August 1942 in Frankreich (dort unter dem Titel Je t'aimerai toujours), der 23. Dezember 1943 in Portugal (dort unter dem Titel Sempre e só Tu) und der 11. September 1953 in der DDR. Im später erfolgten Verleih auch unter dem Titel Man müßte Klavier spielen können.

## Produktionsnotizen
Kurt Wunsch und Walther Lüdtke waren für die Standfotos verantwortlich, Otto Erdmann und Willi Depenau für die Filmbauten auf dem Set. Der Feder von Hans Fritz Beckmann entstammen die Liedtexte, die Johannes Heesters teilweise gemeinsam mit Dora Komar singt. Georges Boulanger leitete neben seiner Schauspielrolle als Geiger das Orchester, welches für die Filmmusik zuständig war.

## Filmzensur
Das NS-Regime überprüfte den Film auf eventuell dem Regime abträgliche Inhalte und legte ihm mit dem Beschluss B.55729 im Rahmen der damals üblichen Filmzensur am 5. August 1941 ein Jugendverbot mit der Beschränkung frei ab 14 Jahren auf.

## Kritiken
„Liebesgeschichte mit Revueattraktionen und vielen Evergreens, trotz des Charmes einiger Darsteller belanglos und naiv.“